# Askold (corvette lance-missiles)
La corvette Askold (russe : Аскольд) est une corvette lance-missiles issue du projet 22800 (classe Karakourt), construite pour la flotte de la mer Noire de la fédération de Russie. Lancée en 2021, elle a été endommagée le 4 novembre 2023 par une frappe de missiles ukrainiens.

## Construction
Le bâtiment Askold fait partie du projet 22 800 de construction de corvettes lance-missiles de nouvelle génération  connues sous le nom de classe Karakourt. Construites en Russie depuis 2015 pour sa flotte, elles sont officiellement classées comme petits navires lance-missiles (maly rocketny korabl - MRK). L'Askold est le deuxième bâtiment construit pour la flotte de la mer Noire au chantier naval B.J. Zaliw. Butomy à Kertch occupée par les Russes, après la corvette "Tsiklon",.
La quille du navire a été posée le 18 novembre 2016 sous le numéro d'usine 802. Le lancement s'est déroulé le 21 septembre 2021,,. Le navire porte le nom du légendaire commandant Askold, et déjà utilisé pour le croiseur Askold de la guerre russo-japonaise. La marraine du nouveau bâtiment est une employée du chantier naval, Ing. Marija Skorikova.

## Carrière
Commandé par le capitaine de 2e rang Nikolai Grigorenko, l'Askold  effectue des tests en mer Noire avant sa réception officielle dans la marine russe prévue initialement pour 2023. Pas encore mis en service, et alors qu'il se trouve à quai à Kertch., le navire est la cible de plusieurs missiles de croisière ukrainiens, probablement des SCALP-EG, et touché par au moins un de ceux-ci le 4 novembre 2023.